# HLH
HLH (Nebentitel Lüftung/Klima, Heizung/Sanitär, Gebäudetechnik; ursprünglicher Titel Heizung, Lüftung, Haustechnik) ist eine vom Verein Deutscher Ingenieure herausgegebene Fachzeitschrift für Technische Gebäudeausrüstung. Die Zeitschrift informiert über das fachliche Gesamtgeschehen auf den Gebieten Lüftung/Klima, Heizung/Sanitär, Gebäudetechnik. Sie ist ein Fachorgan des Fachbereichs Technische Gebäudeausrüstung (VDI-TGA) der VDI-Gesellschaft Bauen und Gebäudetechnik. Zur Zielgruppe gehören laut Zeitschrift „Fachingenieure und Fachplaner aus den Bereichen Heizung, Lüftung/Klima, Sanitär, integriertes Planen und Bauen, Gebäudeautomation“.
Von HLH erscheinen im Jahr zwölf Ausgaben. Die Zeitschrift wird durch die VDI Fachmedien GmbH & Co. KG verlegt.